# 赛莱默
赛莱默（Xylem）是一家美国大型水处理以及水基础设施（输送清洁水、废水运输和处理）供应商，总部位于拉伊布鲁克，其產品主要應用於公用事业、住宅、商业、农业和工业環境。 该公司在150多个国家/地区开展业务。2011年，ITT公司將水處理相关业务分拆並成立赛莱默。 